# 1670-es évek
Évszázadok: 16. század · 17. század · 18. század
Évtizedek: 1620-as évek · 1630-as évek · 1640-es évek · 1650-es évek · 1660-as évek · 1670-es évek · 1680-as évek · 1690-es évek · 1700-as évek · 1710-es évek · 1720-as évek
Évek: 1670 · 1671 · 1672 · 1673 · 1674 · 1675 · 1676 · 1677 · 1678 · 1679